# 1434 год в науке
В 1434 году произошли различные научные и технологические события, некоторые из которых представлены ниже.

## События
- Открыт первый университет на острове Сицилия (в городе Катания).
- Жил Эанеш обогнул мыс Бохадор, южнее которого жизнь считалась в Средние века невозможной.

## Родились
- Константин Ласкарис — византийский учёный и грамматик, один из инициаторов возрождения преподавания греческого языка в Италии.

## Скончались
- Абд аль-Вахид — турецкий астроном.